# Філіпп I (король Франції)
Філіпп I (фр. Philippe Ier; 23 травня 1053 — 29 липня 1108) — король Франції з 1060 року до смерті.

## Біографія
Філіпп був сином короля Франції Генріха I і Анни Київської. Хоча його коронували в 7 років, до 1066 року його мати була регенткою. Анна була перша королева Франції, що мала владу регента. Разом з нею регентом був Балдуїн V, граф Фландрії.
Філіпп одружився з Бертою, дочкою Флоріса I, графа Голландії, 1072 року. Проте після народження спадкоємця Філіпп закохався у Бертрад де Монфорт, дружину Фулка IV, графа Анжу. Він зрікся Берти (стверджуючи, що вона була дуже товстою) і взяв шлюб з Бертрад 15 травня 1092 року. 1094 року Гуго, архієпископ Ліона, відлучив його від церкви. Після довгого мовчання Папа Римський Урбан II підтвердив відлучення на Клермонському соборі в листопаді 1095 року. Кілька разів відлучення призупинялося, оскільки Філіпп обіцяв розлучитися з Бертрад, але завжди повертався до неї, і після 1104 року відлучення не було підтверджене.
Як і його батько, Філіпп витрачав багато часу на придушення повстань васалів. 1077 року він уклав мир з Вільгельмом I Завойовником, який відмовився від спроби завоювання Бретані. У 1082, Філіп I розширив свої володіння анексією Вексену (частина Іль-де-Франс). Потім у 1100 взяв під свій контроль Бурж.
У 1095 році розпочався Перший хрестовий похід. Філіп I не міг брати участь у поході через конфлікт з Папою Римським, тому у похід вирушив брат короля Гуго.

## Родина
1 Дружина — Берта Голландська
Діти:
- Констанція — дружина Гуго I, графа Шампані до 1097, після розлучення дружина Боемунда I, князя Антіохії в 1106
- Людовик VI Гладкий — король Франції
- Генріх (нар. 1083) — помер молодим
- Шарль (нар. 1085) — абат Шарло
- Одо (1087-1096)

2 Дружина — Бертрада де Монфор
Діти:
- Філіпп — граф Манте
- Флері
- Сесілія — дружина Танкреда, князя Галілеї; після його смерті дружина Понса, графа Триполі (1097-1145)